# Holly Black
Holly Black, właściwie Holly Riggenbach (ur. 10 listopada 1971 w New Jersey) – amerykańska pisarka, najbardziej znana dzięki cyklowi powieści dla dzieci Kroniki Spiderwick, którą stworzyła wraz z pisarzem i ilustratorem Tonym DiTerlizzi oraz trylogii dla młodzieży pod tytułem Nowoczesna baśń (tłumaczone także jako Wielkomiejska baśń).  Jej powieść z 2013 roku pt. Doll Bones została uznana za  Newbery Honor Book.

## Życiorys
Urodziła się w West Long Branch w New Jersey w 1971 roku. Przez pierwsze lata życia Black jej rodzina mieszkała w "zgrzybiałym wiktoriańskim domu". Ukończyła studia na College of New Jersey w 1994 roku. Pracowała jako redaktor w czasopismach medycznych, w tym w The Journal of Pain, jednocześnie kontynuując studia na Rutgers University. Jeśli nie powiodłoby się jej pisanie, chciała zostać bibliotekarką. Była redaktorem w miesięczniku 8d, traktującym o grach fabularnych.
W 1999 poślubiła swoją szkolną miłość, Theo Blacka, znakomitego ilustratora i projektanta stron internetowych.

### Kariera pisarska
Swoją pierwszą powieść, Daninę. Nowoczesną baśń, wydała w 2002 roku. Następnie stworzyła dwie kolejne książki, osadzone w tym samym świecie: Waleczną, która ukazała się w 2005 oraz Ironside, która została wydana w 2007 roku.
W 2003 roku Black opublikowała dwa pierwsze tomu Kronik Spiderwick we współpracy z Tonym DiTerlizzi.
W 2018 autorka wydała książkę Okrutny książę. Rok później ukazał się Zły król. W 2020 roku wydana została ostatnia część trylogii Królowa niczego.

## Osiągnięcia[10]

### Nominacje
- 2006 Locus Award—Young Adult, Waleczna. Wielkomiejska baśń
- 2014 Locus Award—Young Adult, The Coldest Girl in Coldtown
- 2014 Land of Enchantment Book Award—Young Adult, Doll Bones
- 2015 Green Mountain Book Award—Grades 9-12, The Coldest Girl in Coldtown
- 2015 Indies Choice Book Award—Young Adult (Finalist), The Darkest Part of the Forest
- 2015 Pennsylvania Young Reader's Choice Award—Young Adult, The Coldest Girl in ColdtownTony DiTerlizzi i Holly Black w marcu 2008

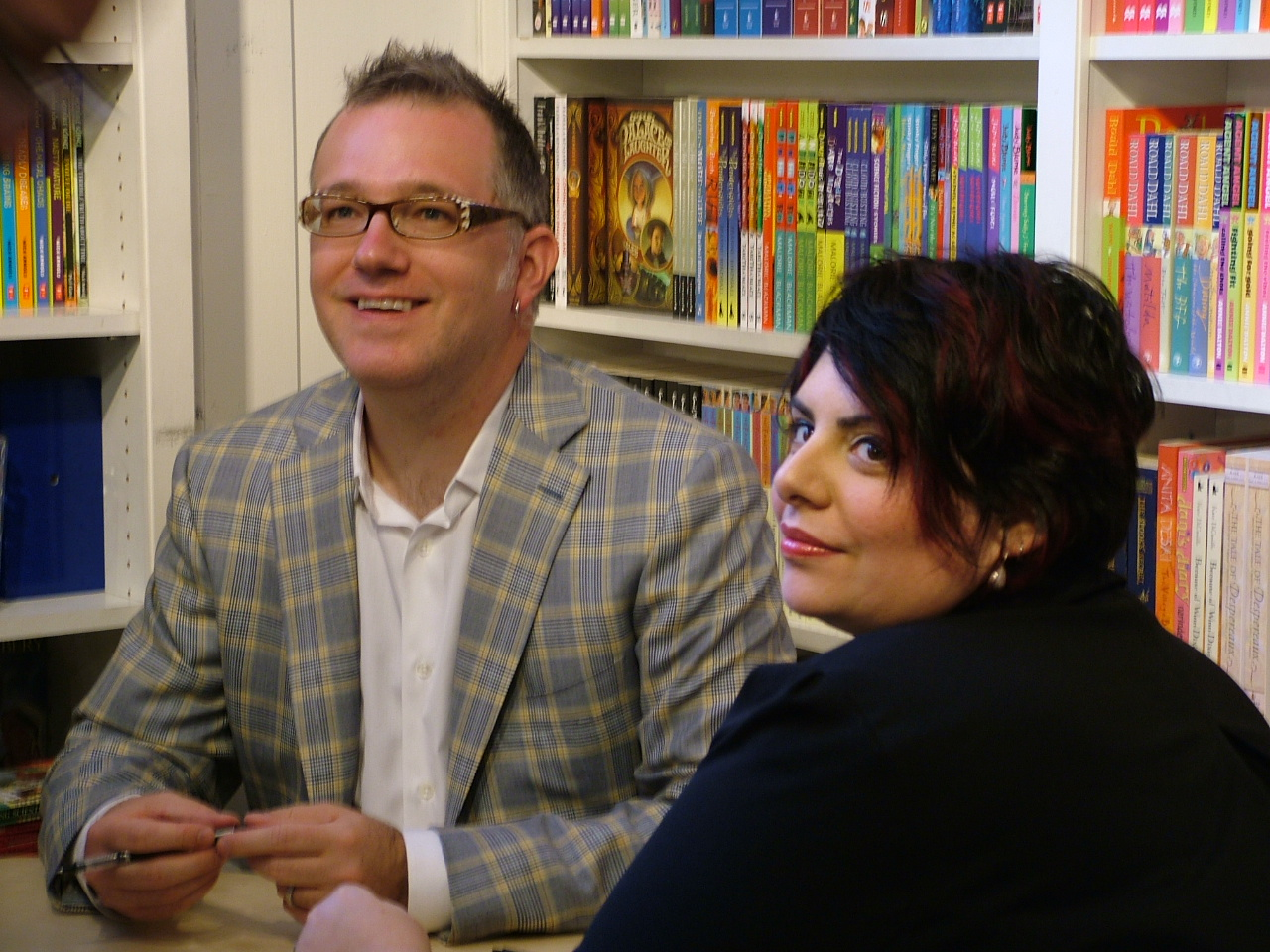
Tony DiTerlizzi i Holly Black w marcu 2008

- 2015 Colorado Children's Book Award—Junior Novel, Doll Bones
- 2015 Dorothy Canfield Fisher Children's Book Award—Children's, Doll Bones
- 2015 Iowa Children's Choice (ICCA) Award—Children's, Doll Bones
- 2015 Kentucky Bluegrass Award—Grades 6-8, Doll Bones
- 2015 Nene Award—Children's Fiction, Doll Bones
- 2015 Pennsylvania Young Reader's Choice Award—Grades 3-6, Doll Bones
- 2015 Rhode Island Children's Book Award—Grades 3-6, Doll Bones
- 2015 Sunshine State Young Reader's Award—Grades 6-8, Doll Bones
- 2016 Young Reader's Choice Award—Senior/Grades 10-12, The Coldest Girl in Coldtown
- 2016 California Young Reader Medal—Middle School, Doll Bones
- 2016 Nene Award—Children's Fiction, Doll Bones
- 2016 Sequoyah Book Award—Intermediate, Doll Bones]
- 2016 William Allen White Childens Book Award—Grades 6-8, Doll Bones
- 2016 Young Hoosier Book Award—Intermediate, Doll Bones

### Wygrane
- 2006: Andre Norton Award for Young Adult Science Fiction and Fantasy, Waleczna. Wielkomiejska baśń
- 2014: Mythopoeic Fantasy Award in Children's Literature, Doll Bones
- 2014: Newbery Honor Book, Doll Bones
- 2014 Delaware Diamonds Award—High School, The Coldest Girl in Coldtown
- 2015 Indies Choice Book Award—Young Adult, The Darkest Part of the Forest